# Ovella fardosca
L'ovella fardosca és una raça ovina que es caracteritza per ser de color blanc amb alguna taca menuda al cos de color negre i tindre els ulls, les orelles i el musell sempre de color negre (sobretot els ulls). Sovint té marques negres a la punta de la cua i de les extremitats. Majoritàriament se la troba a Aragó, on se la coneix amb el nom d'«Ojinegra» i també, en menor mesura, a Tarragona on se la coneix amb el nom de «Serranet».